# 航空博物館 (貝爾格勒)

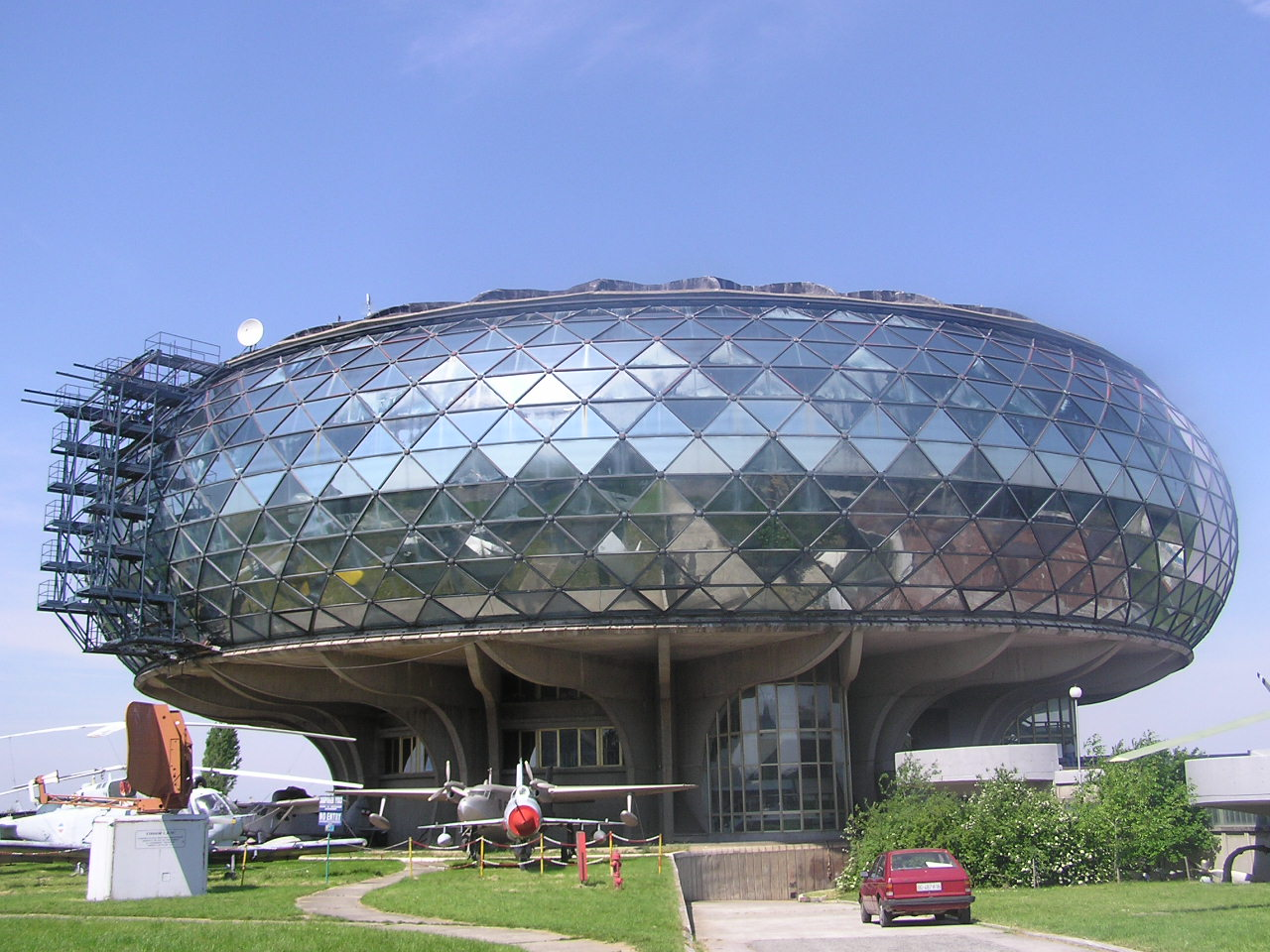
航空博物館

航空博物館是塞爾維亞首都貝爾格勒的一座博物館。

## 历史
創建於1957年。現在的博物館建築始建於1970年代中期，但途中被延期，直到1988年底才開始展示常設展覽。現在的博物館建築建築開放於1989年5月21日。博物館展示了多家南斯拉夫空軍及塞爾維亞空軍的飛機。

## 外部連結
- Museum review by TravelDriveRace （页面存档备份，存于）
- History of the Museum at Jat Airways website
- Belgrade Aviation Museum （页面存档备份，存于）
- Музеј ваздухопловства-Београд （页面存档备份，存于） Званична интернет презентација Музеја ваздухопловства-Београд (у изради)
- Aeronautical Museum-Belgrade Official internet presentation of Aeronautical Museum - Belgrade (under construction)
- Virtual tour through museum

44°49′8″N 20°17′7″E / 44.81889°N 20.28528°E